# Notarius ambrusteri
Notarius ambrusteri és una espècie de peix de la família dels àrids i de l'ordre dels siluriformes de Colòmbia. Poden atènyer fins a17,7 cm de llargària total.